# Szwedzka Formuła 3 Sezon 1968
1968 – piąty sezon Szwedzkiej Formuły 3.

## Kalendarz wyścigów
| Runda | Data       | Tor        | Pole position   | Najszybsze okrążenie | Zwycięzca (kierowcy) | Zwycięzca (zespoły)  |
| ----- | ---------- | ---------- | --------------- | -------------------- | -------------------- | -------------------- |
| 1     | 5 maja     | Karlskoga  | Reine Wisell    | Ingvar Pettersson    | Ingvar Pettersson    | Dalsland Ring Racing |
| 2     | 12 maja    | Sztokholm  | Ronnie Peterson | Ronnie Peterson      | Ronnie Peterson      | Squadra Robardie     |
| 3     | 19 maja    | Bengtsfors | Lars Lindberg   | ?                    | Ronnie Peterson      | Squadra Robardie     |
| 4     | 4 sierpnia | Falkenberg | Ronnie Peterson | Ronnie Peterson      | Ronnie Peterson      | Squadra Robardie     |

## Klasyfikacja kierowców
| Legenda oznaczeń w tabelach wyników Wyświetl szablon na nowej stronie | Legenda oznaczeń w tabelach wyników Wyświetl szablon na nowej stronie                                                                     |
| Oznaczenie                                                            | Wyjaśnienie |
| --------------------------------------------------------------------- | --- |
| Złoty                                                                 | Zwycięzca lub mistrzostwo |
| Srebrny                                                               | 2. miejsce lub wicemistrzostwo |
| Brązowy                                                               | 3. miejsce lub II wicemistrzostwo |
| Zielony                                                               | Ukończył, punktował (w klasyfikacji generalnej, gdy zdobył co najmniej jeden punkt na przestrzeni sezonu, poza trzema powyższymi opcjami) |
| Niebieski                                                             | Ukończył, nie punktował (w klasyfikacji generalnej, gdy nie zdobył co najmniej jednego punktu na przestrzeni sezonu)                      |
| Czerwony                                                              | Nie zakwalifikował się (NZ) |
| Czerwony                                                              | Nie prekwalifikował się (NPK) |
| Różowy                                                                | Nie ukończył (NU) |
| Różowy                                                                | Niesklasyfikowany (NS) (w klasyfikacji generalnej, gdy nie został sklasyfikowany w żadnym wyścigu sezonu)                                 |
| Czarny                                                                | Zdyskwalifikowany (DK) |
| Czarny                                                                | Wykluczony (WYK/EX) |
| Biały                                                                 | Nie wystartował (NW) |
| Biały                                                                 | Kontuzjowany (K/INJ) |
| Biały                                                                 | Wyścig odwołany (OD/C) |
| Bez koloru                                                            | Został wycofany (WYC/WD) |
| Bez koloru                                                            | Nie przybył (NP/DNA) |
| Bez koloru                                                            | Nie brał udziału w treningach (NT/DNP) |
| Bez koloru                                                            | Nie został zgłoszony (–) |
| Pogrubienie                                                           | Start z pole position |
| Kursywa                                                               | Najszybsze okrążenie wyścigu |
| †                                                                     | Nie ukończył, ale jego rezultat został zaliczony ze względu na przejechanie więcej niż 90% dystansu wyścigu.                              |
| *                                                                     | Sezon w trakcie |
| 1/2/3                                                                 | Punktowana pozycja w sprincie kwalifikacyjnym                                                                                             |
| Lista systemów punktacji Formuły 1                                    | |

| 1                                             | Ronnie Peterson   | Squadra Robardie                 | 9  | 1  | 1  | 1  | 21 |
| 2                                             | Ingvar Pettersson | Dalsland Ring Racing             | 1  | 4  | 4  | 7  | 13 |
| 3                                             | Lars Lindberg     | Stockholms BK                    | 3  | 2  | 3  | 4  | 13 |
| 4                                             | Jonas Qvarnström  | Stockholms BK                    | 2  | -  | 2  | 6  | 12 |
| 5                                             | Ulf Svensson      | Falkenbergs MK                   | 12 | 3  | 7  | 2  | 9  |
| 6                                             | Hans Sjöstedt     | Sjöstedt Racing                  | 4  | NU | 5  | 9  | 5  |
| 7                                             | Rolf Gröndahl     | Vissefjärda MK                   | NU | 8  | 8  | 5  | 3  |
| 8                                             | Leif Englund      | Sportvargnsimporten Team Lotus   | 7  | 5  | NU | 10 | 2  |
| 8                                             | Gustaf Dieden     | Karlskoga MK                     | 5  | -  | -  | -  | 2  |
| 10                                            | Ove Nicklasson    | Ove Nicklasson Racing Team       | 6  | NU | 6  | -  | 2  |
| 11                                            | Egert Haglund     | Stockholms BK                    | NU | 6  | 9  | NU | 1  |
| NS                                            | Hans Nilsson      | Boa Racing                       | NU | 7  | NU | -  | 0  |
| NS                                            | Lars-Åke Tejby    | Nyköpings MS                     | 8  | 9  | -  | -  | 0  |
| NS                                            | Jan-Olof Persson  | Falkenbergs MK                   | -  | -  | -  | 8  | 0  |
| NS                                            | Kaj Berglund      | SMK Motala                       | 10 | 10 | -  | -  | 0  |
| NS                                            | Lars Bjuhr        | Örebro BMCK                      | NU | -  | 10 | -  | 0  |
| NS                                            | Per-Owe Söderberg | Karlskoga MK                     | 11 | -  | -  | -  | 0  |
| NS                                            | Lennart Engström  | Botkyrka MK                      | -  | 11 | -  | -  | 0  |
| NS                                            | Roland Löwgren    | Stockholms BK                    | -  | 12 | -  | 13 | 0  |
| NS                                            | Jean Johansson    | Dalsland Ring Racing Team        | -  | -  | -  | 12 | 0  |
| NS                                            | Rolf Tellsten     | SAMS Strängnäs                   | 13 | -  | -  | -  | 0  |
| NS                                            | Mats Byström      | Stockholms BK                    | -  | 13 | -  | -  | 0  |
| NS                                            | Göran Porander    | Upplands Väsby MK                | 15 | 14 | -  | 14 | 0  |
| NS                                            | Ulf Boman         | Ulf Boman Racing                 | 14 | -  | -  | -  | 0  |
| NS                                            | Leif Hallgren     | Team Viktor                      | NU | -  | -  | -  | 0  |
| NS                                            | Reine Wisell      | Team Baltzar Racing Organisation | NU | -  | NU | -  | 0  |
| Kierowcy niedopuszczeni do zdobywania punktów |                   |                                  |    |    |    |    |    |
| NS                                            | Leo Kinnunen      | AAW Racing Team                  | -  | -  | -  | 3  | 0  |
| NS                                            | Jørgen Ellekær    | Jørgen Ellekær Racing            | -  | -  | -  | 11 | 0  |